# Beriózovi (Krasnodar)
Beriózovi (del ruso: Берёзовый) es un posiólok del distrito Prikubanski de la ókrug urbano de Krasnodar del krai de Krasnodar, en el sur de Rusia. Está situado en las tierras bajas de Kubán-Azov, al norte del curso del río Kubán, 12.5 km al norte del centro de Krasnodar. Tenía 6743 habitantes en 2010.
Es centro administrativo del municipio de Beriózovski, al que asimismo pertenecen Kolosisti, Krasnolit, Otdeleniya N 2 SKZNIISiV, Otdeleniya N 3 SKZNIISiV, Otdeleniya N 3 OPJ KNIISJ, Vostochni, Kópanskoi, Novi y Chérnikov.

## Historia
El emplazamiento recibió su nombre el 11 de marzo de 1977, por decisión del Consejo Municipal de Krasnodar sobre territorios de varias granjas de los ókrug Léninski, Pervomaiski y Sovetski de la ciudad.